# Too Close to Touch
Too Close to Touch ist eine 2013 gegründete Post-Hardcore-/Alternative-Rock-Band aus Lexington, Kentucky.

## Geschichte
Gegründet wurde die Band in Lexington im US-amerikanischen Bundesstaat Kentucky von Sänger Keaton Pierce (1990–2022), den beiden Gitarristen Thomas Kidd und Mason Marble, sowie vom Bassisten Travis Moore und vom Schlagzeuger Kenneth Downey.
Im Juni 2014 spielte die Gruppe ein paar Konzerte mit PVRIS und Emarosa. Im Oktober 2014 unterschrieb die Gruppe einen Plattenvertrag mit der Plattenfirma Epitaph Records und veröffentlichte ihre erste, nach der Band benannte EP, am 21. Oktober 2014. Das Debütalbum, Nerve Endings, erschien am 24. März 2015 über dem Label. Als Gastmusiker sind Kellin Quinn und Tyler Smith zu hören.
Zwischen dem 25. Juni und 12. Juli 2015 tourte die Gruppe als Vorband für I the Mighty durch die Vereinigten Staaten und Kanada. Ende März 2016 wurde bekanntgegeben, dass die Gruppe Teil der Warped Tour, die im Sommer stattfinden sollte, sein würde. Während der Warped Tour spielte die Band auf der Cyclops Stage unter anderem gemeinsam mit Against the Current, Ghost Town, Assuming We Survive und Chunk! No, Captain Chunk!.
Die Band wurde für einen Alternative Press Music Award in der Kategorie Best Underground Band nominiert und gewannen später diese Auszeichnung. Noch am Tag der Preisverleihung verkündete die Gruppe die Veröffentlichung ihres zweiten Albums Haven't Been Myself für den 23. September 2016. Das Album schaffte es später in die Liste der 50 Besten Alben des Jahres 2016 des britischen Musikmagazins Rock Sound, wo es auf Platz 29 gelistet wurde.
Am 26. März 2022 gab die Band den Tod ihres Sängers Keaton Pierce bekannt, der an Pankreatitis verstorben war. Am 8. März 2024 veröffentlichten die übrigen zwei Mitglieder das finale Album For Keeps (Ein Wortspiel mit dem Spitznamen von Pierce). Hierbei handelte es sich um Aufnahmen der letzten Jahre, die under anderem durch Gastauftritte von The-Word-Alive-Sänger Telle Smith, Bad-Omens-Frontmann Noah Sebastian und den Sänger von Cane Hill, Elijah Witt, komplettiert worden sind.

## Stil
Too Close to Touch spielen eine Mischung aus Alternative Rock und Post-Hardcore, welcher vergleichbar mit I the Mighty, Sleeping with Sirens, Emarosa und The 1975 ist. Anders als andere Post-Hardcore-Bands, arbeitet die Gruppe ohne den musikalischen Gegensatz zwischen harten Riffs und poppigen Refrains zu pendeln.

## Diskografie
- 21. Oktober 2014: Too Close to Touch (EP, Epitaph Records)
- 24. März 2015: Nerve Endings (Album, Epitaph Records)
- 23. September 2016: Haven't Been Myself (Album, Epitaph Records)
- 8. März 2024: For Keeps (Album, Epitaph Records)